# Mirko Bitenc
Mirko Bitenc (rojen Friderik Bitenc), slovenski član vodstva protirevolucije, * 18. julij 1898, Radovljica, † 10. junij 1948, Ljubljana.

## Življenje in delo
Rodil se je očetu pogovornemu čuvaju Simonu in materi Mariji (rojena Čop). V Ljubljani je študiral matematiko in fiziko in 1926 absolviral. Med narodnoosvobodilno borbo je deloval tako v vojaškem kot tudi političnem vodstvu protirevolucije. Bil je član vodstva Slovenske ljudske stranke, po kapitulaciji fašistične Italije je prevzel poveljstvo Legije smrti. Vstopil je tudi v Slovensko domobranstvo,  ilegalno pa je bil komandant plave garde za vzhodno Slovenijo. Po koncu vojne je organiziral vohunske in teroristične akcije, bil pri tem ujet in obsojen na smrt.